# Teddybjørn
En teddybjørn, også kendt som en bamse, er et stykke legetøj – nærmere bestemt et tøjdyr – der er opkaldt efter den amerikanske præsident Theodore Roosevelt, hvis kælenavn var Teddy.

## Historie
Bamsen blev "opfundet" omtrent samtidigt i Tyskland og USA, og der er delte meninger om, hvem der var først, enten det tyske firma Steiff eller det amerikanske Ideal and Novelty Co. Begge firmaer lancerede deres første bamse i 1903.
Der er derimod ingen tvivl om navnets opståen. Efter en jagt i november 1902, hvor Theodore Roosevelt deltog, afviste han at skyde en bjørn, som blev holdt i et reb, idet han fandt det usportsligt. Dette gav anledning til flere tegninger af Roosevelt og bjørnen, hvor en af dem er vist her på siden.
Den 15. februar 1903 udstillede ægteparret Michton deres to første tøjbjørne i deres butik i Brooklyn, det der blev til Ideal and Novelty Co, og på forårsmessen i Leipzig præsenterede Steiff deres første bamser.
Det amerikanske selskab havde netop fået en skriftlig tilladelse af Roosevelt til at kalde tøjdyret teddybjørn, og herfra bredte navnet sig.

## Teddybjørnen i dag
I dag er der mange millioner børn, som kender til og holder af teddybjørnen. Dette tøjdyr er nu en ganske almindelige del af vores hverdag – samt en del af både Tysklands og USA's historie.